# Excavarus sinensis
Excavarus sinensis là một loài tò vò trong họ Ichneumonidae.